# Acraea sykesi
Acraea sykesi är en fjärilsart som beskrevs av Sharpe 1902. Acraea sykesi ingår i släktet Acraea och familjen praktfjärilar. Inga underarter finns listade i Catalogue of Life.